# Aleocharinae
Aleocharinae (лат.) — крупнейшее подсемейство жуков-стафилинид. Более 16 000 видов. Многие являются мирмекофилами и термитофилами.

## Описание
Мелкие жуки, обычно длиной 3—5 мм, некоторые мельчайшие представители имеют размер менее 1 мм. У жуков задние тазики поперечные, которые не выступают или слабо выступают назад. Дыхальца переднегруди открытые. Усики свободно прикрепляются у внутреннего края глаз. Для высоко специализированной трибы Liparocephalini характерно обитание среди водорослей на камнях, которые оказываются под водой во время прилива (в России обнаружены на Тихоокеанском побережье Дальнего Востока).

## Мирмекофилияитермитофилия
Выделяют несколько специализированных мирмекофильных триб и родов коротконадкрылых алеохарин (например, ломехуза), приспособленных к сожительству с муравьями. Некоторые виды жуков путешествуют вместе с муравьями-кочевникам. С родом кочевых муравьёв Eciton связаны рода жуков Ecitoxenides, Ecitosymbia, Ecitoxenia, трибы Ecitocharini и Ecitogastrini, а с родом муравьёв Dorylus жуки Doryloxenus, Dorylogastrini и Dorylomimini (Aleocharinae).
Среди огромного разнообразия алеохарин с термитами ассоциировано около 740 видов (204 родов в 22 трибах, включая 12 триб эксклюзивно термитофильных).
Термитофильными являются несколько узкоспециализированных триб и родов алеохарин (Termitohospitini, Corotocini, Feldini, Pseudoperinthini, Termitopaedini, Termitocharina, Termitocupidina, Termitogastrina, Trichopseniini и другие). Некоторые виды (например, Coatonachthodes ovambolandicus) обладают сходством во внешнем виде с термитами и муравьями.
Aleocharinae, которые в основном являются свободноживущими видами с «обобщенной» морфологией стафилинид и чрезвычайно сходны по форме тела, включают также сходных с муравьями жуков. Муравьевидные «мирмекоидные» алеохарины сильно модифицированы, имеют стеблевидное брюшко (суженную талию-петиоль и расширенное брюшко), обладают удлиненными ногами, коленчатыми усиками и сходством с размерами тела муравья-хозяина, формой груди и кутикулярной скульптуры. Предполагается, что мирмекоидная экоморфа опосредует тактильную мимикрию тактильной имитации признаков распознавания соплеменников, и сопровождается целым набором поведенческих реакций, включая частый груминг и облизывание рабочих, совместное проживание во временных бивуаках, а также синхронность с колонией, когда жуки эмигрируют вместе с хозяевами и присоединяются к ним во время набегов, иногда переносясь или форетически прикрепляясь к рабочим. Там, где это известно, кутикулярные углеводороды жука совпадают с углеводородами хозяина, а новые железы на кутикуле жуков, как полагают, способствуют химической интеграции в муравьиное общество. У видов, связанных с дневными кочевыми муравьями, мимикрия под цвет тела хозяина также имеет место, выполняя возможную роль в бейтсовской мимикрии для защиты от хищников.
Строение брюшного петиоля различается у мирмекоидных алеохарин, от слабого сужения основания брюшка (например, Wasmannina, Sceptobius) до сильного сужения (Pseudomimeciton, Myrmecosticta), тонкого стебелька (Diploeciton, Giraffaenictus) и таксонов с отдельными петиолярными и постпетиолярными сегментами (Ecitocryptus, Weissfloggia). Кроме того, не все виды имеют полностью коленчатые, как у муравьёв, усики, а некоторые обладают уникальными специализациями, такими как связанные с железами брюшные доли у Aenictoteras и полная потеря глаз и надкрылий у Pseudomimeciton

## Палеонтология
Ископаемые алеохарины обнаружены в ровенском и в бирманском янтаре (древнейший меловой вид Mesosymbion compactus). Всего известно около 20 ископаемых видов.

## Систематика
Подсемейство Aleocharinae является крупнейшим среди всех групп стафилинид и включает более 16 876 видов, 1328 родов в 62 трибах (Orlov et al., 2021). В то же время, оно является и одной из труднейших, в таксономическом смысле, группой жуков.
Подсемейство Aleocharinae часто делят на две формальные группы: ‘базальные’ алеохарины (Gymnusini, Deinopsini, Mesoporini и Trichopseniini), и более разнообразные ‘высшие’ алеохарины, включающие все остальные их таксоны (Ashe, 1998).
В 2012 году молекулярно-генетические исследования (Elven, 2012) показали, что атетиновая подтриба Geostibina является сестринской к ‘true Lomechusini’. Две клады формируют сестринскую группу к главной кладе Athetini, которая также включает Ecitocharini и ‘false Lomechusini’ (группу американских родов обычно помещаемых в Lomechusini). Также были предложены такие изменения в систематике: (i) Geostibina Seevers, 1978 повышена до уровня трибы, и 13 родов из Athetini перемещены в Geostibini; (ii) Ecitodonia Seevers, 1965; Ecitopora Wasmann, 1887, и Tetradonia Wasmann, 1894 перенесены из Lomechusini в трибу Athetini; (iii) Ecitocharini Seevers, 1965 сведена в синонимы к трибе Athetini; (iv) Discerota Mulsant & Rey, 1874 предварительно включен в Oxypodini; (v) Actocharina Bernhauer, 1907 сведена в синонимы к Hydrosmecta Thomson, 1858.
В 2021 году выделены корневые группы (Gymnusini, Mesoporini, Trichopseniini, Hypocyphtini) и 4 продвинутые клады Aleocharinae: линия Aleocharini (3 трибы, 704 вида, Antillusini и  Taxicerini), клада APL (Athetini – Pygostenini – Lomechusini; 22 трибы, 8990 видов); клада HALD (Homalotini – Actocharini – Autaliini – Liparocephalini – Diglottini; 9 триб, 2994 вида); клада MPO (Myllaenini– Pronomaeini– Oxypodinini; 9 триб, 714 видов); клада OPH (Oxypodini – Placusini – Hoplandriini; 4 трибы, 2414 видов).

### Классификация
- Триба Actocharini Bernhauer & Schubert, 1911 — 1 род, 3 вида[22]
  - Actocharis Sharp, 1870
- Триба Aenictoteratini Kistner, 1993 — 10 (17)[22]
  - Aenictocupidus Kistner, 1993
  - Aenictolixa Kistner, 2009
  - Aenictoteras W. M. Wheeler, 1932
  - Giraffaenictus Maruyama, 2008
  - Weiria Ashe, 2003
- Триба Akatastopsisini Pace, 2000 — 1 (1)[22]
  - Akatastopsis (Pace, 2000)
- Триба Aleocharini Fleming, 1821 — 28 (более 670)[22]
  - ?Tinotus Sharp, 1883
  - Подтриба Aleocharina
    - Aleochara Gravenhorst, 1802
    - Correa
    - Cratoacrochara
    - Creochara
    - Ilarochara
    - Leptogenophilus
    - Lyperosterochara
    - Ocyota
    - Oxybessoglossa
    - Palaeochara
    - Paraleochara
    - Paroxysmeme
    - Piochardia
    - Plesiochara
    - Pseudocalea

  - Подтриба Compactopediina Kistner, 1970[29][30][31]
    - Discoxenus, Compactopedia, Emersonilla, Hirsitilla, Kistnerella

  - Подтриба Hodoxenina
    - Hodoxenus (Hodoxenus sheasbyi)[32][33][34]
- Триба Antillusini Pace, 2012 — 1 (1)[22]
  - Antillusa Pace, 2012
- Триба Athetini Casey, 1910 — 244 (более 4100)[22]
  - Atheta Thomson, 1858
  - Geostiba Thomson, 1858
  - Goniusa
    - Planadota Pace, 2002[35]
      - Atheta borneensis

    - Paranomusa Pace, 2002[35]
    - Dikraspedella Pace, 2002[35]
    - Trigonoglossa Pace, 2002[35]
    - Serikasomina Pace, 2002[35]
    - Ektasitrachela Pace, 2002[35]
    - Diabainella Pace, 2002 (Thamiaraeini)[35]
- Триба Australestesini Pace, 2016 — 2 (2)[22]
  - Apimelida Pace, 2016
  - Australestes Pace, 2016
- Триба Autaliini Thomson, 1859[36] — 5 (54)[22]
  - Attonia
  - Autalia Samouelle, 1819
  - Compsusa
  - Eudera
  - Gansia
  - Ophioglossa
  - Rhopalogastrum
- Триба Boreocyphini Klimaszewski & Langor In Klimaszewski & Al., 2011 — 1 (1)[22]
  - Boreocypha Klimaszewski & Langor In Klimaszewski & Al., 2011
    - Boreocypha websteri Klimaszewski & Langor In Klimaszewski & Al., 2011
- Триба Cordobanini Bernhauer, 1910 — 1 (1)[22]
  - Cordobanus Bernhauer, 1910
- Триба Corotocini Fenyes, 1918[37] — 67 (222)[22]
  - Подтриба Abrotelina Seevers, 1957
    - Abroteles Casey, 1889

  - Подтриба Corotocina Fenyes, 1918
    - Coatonachthodes Kistner, 196
    - Corotoca Schiødte, 1847
    - Termitomimus Trägårdh, 1907
    - Termitoptocinus Silvestri, 1915
    - Termitopula Seevers, 1965
    - Termitopullus Reichensperger, 1922

  - Подтриба Eburniogastrina Jacobson & Al., 1986
    - Eburniogaster Seevers, 1938

  - Подтриба Nasutitellina Jacobson & Al., 1986
    - Nasutitella Pasteels, 1967

  - Подтриба Sphuridaethina Pace, 1988
    - Sphuridaethes Pace, 1988

  - Подтриба Termitocharina Seevers, 1957
    - Termitochara Wasmann, 1893

  - Подтриба Termitocupidina Jacobson & Al., 1986
    - Termitocupidus Jacobson & Al., 1986

  - Подтриба Termitogastrina Bernhauer & Scheerpeltz, 1926
    - Termitogaster Casey, 1889

  - Подтриба Termitoiceina Jacobson Er Al., 1986
    - Termitoiceus Silvestri, 1901

  - Подтриба Termitopithina Jacobson Er Al., 1986
    - Termitopithus Seevers, 1957

  - Подтриба Termitoptochina Fenyes, 1921
    - Termitoptochus Silvestri, 1911

  - Подтриба Timeparthenina Fenyes, 1921
    - Timeparthenus Silvestri, 1901
- Триба Crematoxenini Mann, 1921 — 11 (18)[22]
  - Crematoxenus Mann, 1921
- Триба Cryptonotopsisini Pace, 2003 — 1 (1)[22]
  - Cryptonotopsis Pace, 2003
- Триба Diestotini Mulsant & Rey, 1871 — 7 (341)[22]
  - Diestota Mulsant & Rey, 1870 (?Homalotini)
- Триба Diglottini Jacobson, 1909 — 2 (9)[22]
  - Diglotta Champion, 1887
- Триба Digrammini Fauvel, 1900 — 1 (1)[22]
  - Digrammus Fauvel, 1900
- Триба Dorylogastrini Wasmann, 1916 — 2 (13)[22]
  - Berghoffia
  - Dorylogaster
- Триба Dorylomimini Wasmann, 1916 — 4 (37)[22][38]
  - Dorylocratus
  - Dorylomimus
  - Dorylonannus
  - Jeanneliusa
- Триба Drepanoxenini Kistner & Watson, 1972 — 1 (8)[22]
  - Drepanoxenus
- ?Триба Ecitocharini[39], в 2012 синонимизирована с Athetini[25]
  - Campbellia
  - Ecitochara
  - Ecitodaemon
  - Ecitomorpha
  - Ecitophya
  - Ecitoschneirla
  - Ecitosymbia (=Ecitoxenides)
  - Ecitoxenia
  - Ecitoxenides
  - Retteneciton
  - Seeverseciton
- Триба Ecitogastrini Fenyes, 1918 — 1 (6)[22]
  - Ecitogaster
- Триба Eusteniamorphini Bernhauer & Scheerpeltz — 3 (94)[22]
  - Eusteniamorpha
- Триба Falagriini Mulsant & Rey, 1873 — 33 (471)[22]
  - Anaulacaspis Ganglbauer, 1895
  - Borboropora Kraatz, 1862
  - Cordalia Jacobs, 1925
  - Falagria Samouelle, 1819
  - Falagrioma Casey, 1906
  - Flavipennis Cameron, 1920
  - Myrmecocephalus MacLeay, 1871
  - Myrmecopora Saulcy, 1865 (M. vaga)
    - Borneopora Pace, 2002[35]
- Триба Feldini Kistner, 1972 — 10 (28)[22]
  - Felda
- Триба Geostibini Seevers, 1978 — 13 (905)[22]
  - Geostiba
- Триба Gymnusini Heer, 1839 — 8 (68)[22] (=Deinopsini)[40]
  - Gymnusa Gravenhorst, 1806
  - Deinopsis Matthews, 1838 (? Deinopsini Sharp, 1883)
- Триба Himalusini Klimaszewski, Pace & Center, 2010 — 3 (4)[22][41]
  - Himalusa  Pace, 2006
- Триба Homalotini Heer, 1839 — 164 (2538)[22]
  - Подтриба Gyrophaenina Kraatz, 1856
    - Agaricochara Kraatz, 1856
    - Agaricomorpha (A. vincenti)
    - Encephalus Kirby, 1832
    - Gyrophaena Mannerheim, 1830 (G. aldersonae, G. brevicollis)
    - Mesophaena Pace, 2002[35]

  - Подтриба Bolitocharina Thomson, 1859
    - Bolitochara Mannerheim, 1830
    - Euryusa Erichson, 1837
    - Heterota Mulsant & Rey, 1874
    - Leptusa Kraatz, 1856
    - Phymatura J. Sahlberg, 1876
    - Pleurotobia (P. bourdonae, P. brunswickensis)
    - Tachyusida Mulsant & Rey, 1872
    - Antithetusa Pace, 2002[35]
    - Panbrachyna Pace, 2002[35]

  - Подтриба Silusina Fenyes, 1918
    - Silusa Erichson, 1837

  - Подтриба Homalotina Heer, 1839
    - Anomognathus Solier, 1849
    - Homalota Mannerheim, 1830
    - Pseudomicrodota Machulka, 1935
    - Thecturota Casey, 1893
    - Psephothetemusa Pace, 2002[35]
    - Aistenthusa Pace, 2002[35]
    - Metechonica Pace, 2002[35]
    - Megaparaglossa Pace, 2002[35]
    - Apatelomixidota Pace, 2002[35]
    - Episkilepta Pace, 2002[35]

  - Подтриба Rhopalocerina Reitter, 1909
    - Clavigera Scriba, 1859
    - Cyphea Fauvel, 1863
- Триба Hoplandriini Casey, 1910 — 24 (365)[22]
  - Подтриба Hoplandriina
    - Hoplandria Kraatz, 1857

  - Подтриба Platandriina
  - Подтриба Pseudoplandriina
- Триба Hygronomini Thomson, 1859 — 9 (44)[22]
  - Hygronoma Erichson, 1837
- Триба Hypocyphtini Laporte de Castelnau, 1835 (= Oligotini Thomson, 1859) — 11 (228)[22]
  - Cypha Samouelle, 1819
  - Holobus Solier, 1849
  - Oligota Mannerheim, 1830 (O. chrysopyga, O. parva, O. polyporicola, O. sevogle)
  - Akanthoystera Pace, 2002[35]
- Триба Leucocraspedini Fenyes, 1921 — 1 (106)[22][41]
  - Leucocraspedum
- Триба Liparocephalini — 8 (34)[22]
  - Amblopusa
  - Baeostethus
  - Diaulota
  - Halorhadinus
  - Liparocephalus
  - Moorea
  - Paramblopusa
  - Salinamexus
  - Thinobiosus
- Триба Lomechusini Fleming, 1821 (= Myrmedoniini Thomson, 1867) — 224 (2518)[22]
  - Drusilla Samouelle, 1819
  - Lomechusa Gravenhorst, 1806
  - Lomechusoides Tottenham, 1939 (Lomechusoides strumosus)
  - Maschwitzia
  - Meronera
  - Myrmedonota
  - Zyras Stephens, 1835
    - Borneozyras Pace, 2002[35]
- Триба Masuriini Cameron, 1939 — 1 (28)[22]
  - Masuria
- Триба Mesoporini — 12 (20)[22]
  - Ambracyptus
  - Ampheida
  - Anacyptus
  - Dictyon
  - Kistnerium
  - Mesoporus
  - Mimodictyon
  - Paraconosoma
  - Paradictyon
- Триба Mimanommatini[42] — 30 (171)[22][43]
  - Подтриба Dorylophilina
    - Demerilla
    - Demerina
    - Demerinda
    - Derelina
    - Derema
    - Deremilla
    - Dorylobactrus
    - Dorylobius
    - Dorylocerus
    - Dorylonilla
    - Dorylophila
    - Dorylostethus

  - Подтриба Mimanommatina
    - Mimanomma
    - Siafumimus
- Триба Mimecitini Wasmann, 1909 — 14 (25)[22]
  - (= ?Триба Leptanillophilini Fenyes, 1918)[44][45]
  - Подтриба Labidopullina
    - Labidopullus

  - Подтриба Leptanillophilina
    - Acamatusinella
    - Ecitomerus
    - Ecitophanes
    - Ecitosoma
    - Leptanillophilus
    - Mimacamatus

  - Подтриба Mimecitina
    - Labidoglobus
    - Labidosphaerula
    - Mimeciton
    - Paramimeciton
    - Pseudomimeciton

  - Подтриба Mimonillina
    - Labidomimus
    - Mimonilla
- Триба Myllaenini Ganglbauer, 1895 — 14 (337)[22][46]
  - Amazonopora
  - Brachypronomaea
  - Bryothinusa[47]
  - Dimonomera
  - Dysacrita
  - Lautaea
  - Myllaena Erichson, 1837[48][49][50]
  - Paramyllaena
  - Philomina
  - Polypea
  - Rothium
- Триба Oxypodini Thomson, 1859 — 173 (1864)[22]
  - Подтриба Oxypodina Thomson, 1859
    - Oxypoda Mannerheim, 1830 (O. domestica)

  - Подтриба Dinardina Mulsant & Rey, 1873
    - Dinarda Samouelle, 1819

  - Подтриба Meoticina Seevers, 1978
    - Meotica Mulsant & Rey, 1873

  - Подтриба Tachyusina Thomson, 1859
    - Gnypeta Thomson, 1858
- Триба Oxypodinini Fenyes, 1918 — 6 (39)[22]
  - Oxypodinus
- Триба Paglini Newton & Thayer, 1992 — 2 (14)[22]
  - Pagla
- Триба Paradoxenusini Bruch, 1937 — 1 (1)[22]
  - Paradoxenusa (Paradoxenusa silvestrii)
- Триба Pediculotini Ádám, 1987 — 1 (1)[22]
  - Pediculota (Pediculota montandoni (Roubal, 1909))
- Триба Philotermitini Seevers, 1957 — 2 (12)[22]
  - Philotermes
  - Pseudophilotermes
- Триба Phyllodinardini Wasmann, 1916 — 1 (3)[22]
  - Phyllodinarda
- Триба Phytosini Thomson, 1867 — 3 (10)[22]
  - Arena Fauvel, 1862
  - Cameronium
  - Phytosus Curtis, 1838
- Триба Placusini Mulsant & Rey, 1871 — 5 (189)[22]
  - Euvira
  - Placusa Erichson, 1837
- Триба Pronomaeini — 7 (94)[22]
  - Mataris
  - Nopromaea
  - Pronomaea
  - Pseudomniophila
  - Stenectinobregma
  - Stylopalpus
  - Tomoxelia
- Триба Pseudoperinthini — 4 (26)[22]
  - Austrointhus
  - Indinthus
  - Malayinthus
  - Pseudoperinthus
- Триба Pygostenini — 29 (268)[22]
  - Aenictoxenides
  - Aenictoxenus
  - Anommatophilus
  - Anommatoxenus
  - Doryloxenus
  - Odontoxenus
  - Pegestenus
  - Pogostenus
  - Pygostenus
- Триба Sahlbergiini Kistner, 1993 — 4 (9)[22][51]
  - Loeblius Pace, 1985 — 1
  - Malaybergius Kistner, 1993 — 1
  - Malayloeblius Hlavâc & Maruyama, 2004 — 1
  - Parasahlbergius Seevers, 1965 — 2
  - Sahlbergius Bernhauer, 1927 — 2
- Триба Sceptobiini Seevers, 1978 — 2 (5)[22]
  - Sceptobius Sharp, 1883
- Триба Skatitoxenini Kistner & Pasteels, 1969 — 1 (2)[22]
  - Skatitoxenus Kistner & Pasteels, 1969
- Триба Tachyusini Thomson, 1859 — 27 (380)[22]
  - Almoria Cameron, 1939
  - Caenopoda
  - Ctenatheta Sawada, 1987
  - Dasytricheta Bernhauer, 1943
  - Ecomorypora Cameron, 1945
  - Gnypeta Thomson, 1858 (= Gnypetalia Cameron, 1939)
  - Ischnopoderona Scheerpeltz, 1974
  - Leptonia Sharp, 1883 (= Pseudognypeta Cameron, 1923)
  - Outachyusa Pace, 1991
  - Paradilacra Bernhauer, 1909 (=Dilacra Thomson, 1858)
  - Paragnypeta Cameron, 1945
  - Paratachyusa
  - Tachyusopoda
  - Thripsophaga Cameron, 1929
  - Weineria
- Триба Taxicerini Lohse, 1989 — 3 (32)[22] (из Athetini)
  - Taxicera Mulsant & Rey, 1873
- Триба Termitodiscini — 2 (43)[22]
  - Подтриба Athexeniina
    - Athexenia

  - Подтриба Termitodiscina
    - Termitodiscus
    - Termitogerrus
- Триба Termitohospitini[8] — 14 (40)[22]
  - Подтриба Hetairotermitina
    - Coptophysa
    - Coptophysella
    - Coptotermocola
    - Coptoxenus
    - Hetairotermes
    - Japanophilus
    - Sinophilus
    - Termitobra

  - Подтриба Termitohospitina
    - Blapticoxenus
    - Neotermitosocius
    - Paratermitosocius
    - Termitohospes
    - Termitosocius
    - Termitosodalis
- Триба Termitonannini Fenyes, 1918[52][53] — 23 (84)[22]
  - Подтриба Perinthina Bernhauer & Scheerpeltz, 1926[54] (= Poduroideae (Scheerpeltz, 1934))
    - Alzada Kistner, 1999
    - Catalina Pasteels, 1967[55]
    - Dilacera Zilberman & Pires-Silva, 2022[56]
      - Dilacera exokosmos Zilberman & Pires-Silva Zilberman & Pires-Silva, 2022

    - Eutermitophila Cameron, 1939
    - Gralloperinthus Kistner, 1973
    - Lauella Mann, 1921
    - Macrognathellus Silvestri, 1946
    - Paralauella Kistner, 1972
    - Paraperinthus Seevers, 1957
    - Perinthodes Seevers, 1957
    - Perinthus Casey, 1889
    - Physoperinthus Pasteels & Kistner, 1970
    - Poduroides Mann, 1926
    - Termitocola Seevers, 1937
    - Termitonicus Mann, 1926
    - Termitopelta Borgmeier, 1950

  - Подтриба Termitonannina Fenyes, 1918[57]
    - Chaetonannus Borgmeier, 1959
    - Eunannodes Silvestri, 1946
    - Macrotrichurus Silvestri, 1946
    - Nannellus Silvestri, 1946
    - Nannusa Borgmeier, 1959
    - Termitocomes Seevers, 1941
    - Termitonannus Wasmann, 1902
    - Termitonilla Borgmeier, 1950
- Триба Termitopaediini[58][59] — 19 (81)[22]
  - Coatonipulex Kistner, 1977 (C. coatoni — ЮАР, C. angolae — Ангола)
  - Dioxeuta negaricus — Малайзия
  - Macrotermophila pretoriusi — ЮАР
  - Macrotoxenus sumatrensis — Индонезия, Суматра;
  - Neodioxeuta
  - Neotermitotecna
  - Paratermitopulex Kistner, 1977 (тип — P. seeversi): P. alzadae — Кения; P. darlingtonae — Кения; P. hightowerae — Зимбабве; P. kenyensis — Кения; P. kymrae — Кения; P. malawiensis — Малави и Замбия; P. minutus — Малави
  - Physomilitaris Kistner, 1977 (Ph. angolae — Ангола)
  - Polyteinia (P. swifti — Ангола)
  - Protermitobia thoracotoxenus — Ангола
  - Termitobia darlingtonae — Кения; T. herus — Кения; T. malawiensis — Малави; T. manyarae и T. tanzaniensis — Кения, Танзания
  - Termitolinus blandus — ЮАР; T. tanzaniensis — Tanzania, T. zimbabwicus — Зимбабве
  - Termitonda
  - Termitopaedia bilineatus — Ангола, Кения; T. quadrilineatus — Кения; T. militaris — Ангола
  - Termitopulex darlingtonae — Кения; T. omaniensis — Оман
  - Termitotecna angolensis — Ангола
  - Termitotropha rufobrunneus — ЮАР
  - Termozyras
- Триба Termitusini — 7 (47)[22]
  - Подтриба Termitospectrina
    - Pseudotermitoecia
    - Termitana
    - Termitoecia
    - Termitospectrum

  - Подтриба Termitusina
    - Termitusa
    - Termitusodes
    - Thoracotusa
- Триба Trichopseniini LeConte & Horn 1883[12] — 16 (54)[22]
  - Seeversia
  - Termitona
  - Termitopsenius
- Триба Trilobitideini Fauvel, 1899 — 1 (11) (=Trilobitideidae)[22]
  - ? †Aleocharopsis Wickham, 1913
  - Trilobitideus Raffray, 1898
- Триба Wowini Jałoszyński, Maruyama & Klimaszewski, 2023 — 1
  - Wow Jałoszyński, Maruyama & Klimaszewski, 2023
    - Wow assingi Jałoszyński, Maruyama & Klimaszewski, 2023